# Brommaplan
Brommaplan – powierzchniowa stacja sztokholmskiego metra, leży w Sztokholmie, w dzielnicy Västerort (Bromma), w Riksby. Na zielonej linii (T17 i T19), między stacjami Åkeshov i Abrahamsberg. Dziennie korzysta z niej około 13 600 osób.
Stacja znajduje się na wiadukcie, przy placu Brommaplan. Posiada jedno wyjście, przy Tunnlandet i Kapplansvägen. Stację otworzono 26 października 1952 jako 27. w systemie, składy jeździły wówczas na linii Hötorget-Vällingby. Posiada jeden peron.

## Sztuka[3]
- Kompozycje ze szkła i aluminium nawiązujące do historii lotnictwa i pobliskiego portu lotniczego, Peter Svedberg, 1996
- Fotografie i silnik samolotowy w hali biletowej, Peter Svedberg, 1996

## Czas przejazdu
| Linia | Stacja          | Czas przejazdu | Stacja                               | Czas przejazdu             |
| T17   | Åkeshov         | 2 min          | Alvik T-Centralen Gamla stan Slussen | 6 min 19 min 21 min 22 min |
| T17   | Skarpnäck       | 39 min         | Alvik T-Centralen Gamla stan Slussen | 6 min 19 min 21 min 22 min |
| T19   | Hässelby strand | 14 min         | Alvik T-Centralen Gamla stan Slussen | 6 min 19 min 21 min 22 min |
| T19   | Hagsätra        | 43 min         | Alvik T-Centralen Gamla stan Slussen | 6 min 19 min 21 min 22 min |

## Otoczenie
W najbliższym otoczeniu stacji znajdują się:
- Brommaplan, terminal autobusowy, autobusy w kierunku Ekerö
- Kyrkan vid Brommaplan, Baptistkyrkan
- Riksby skolan
- Riksby bollplan
- Åkeshovs reningsverk
- 3 km (drogami) od stacji znajduje się port lotniczy Sztokholm-Bromma